# 马克·布朗特
马克·D·布朗特（英語：Mark D. Blount，1975年11月30日—），生于纽约州揚克斯，美国职业篮球运动员，司职中锋。 
布朗特大学期间在匹兹堡大学打球，1997年NBA选秀中第54顺位被西雅图超音速队选中。作为7尺0寸(2.13 m)，250磅(113 kg)的中锋，但是直到2000年8月1日才以自由球员身份加盟了他的第一支NBA球队波士顿凯尔特人，赛季中布朗特送出了76个盖帽，是球队自1980-81赛季凯文·麦克海尔以来赛季盖帽最多的新秀。 
在2003-04赛季，布朗特成为球队值得信赖的中锋，每场上阵29.3分钟取得了场均10.3分、7.2个篮板和1.29个盖帽的不错数据。2004年3月1日对阵奥兰多魔术队的比赛中，布朗特得到了28分和21个篮板的大号两双。赛季结束后表现不错的布朗特得到了一份十分有利的合约，但是他的表现却有所下降。他糟糕的防守和篮板，连同过分粘球的打法使得他得到了一些打球不上心的批评。
2006年1月26日，布朗特同里基·戴维斯、马库斯·班克斯、贾斯汀·里德和第二轮的选秀权以交换沃利·斯泽比亚克、迈克尔·奥洛沃坎迪、德韦恩·琼斯以及一个有条件的首轮选秀名额交换去明尼苏达森林狼队。
2007年10月24日，布朗特连同里奇·戴维斯和迈阿密热火队的安东尼·沃克、替补中锋迈克尔·多列亚克、前锋韦恩·西米昂以及下一年的一个首轮选秀权进行了大交换